# Polskie Nagrania Muza
Polskie Nagrania Muza est un label discographique polonais. 

## Histoire

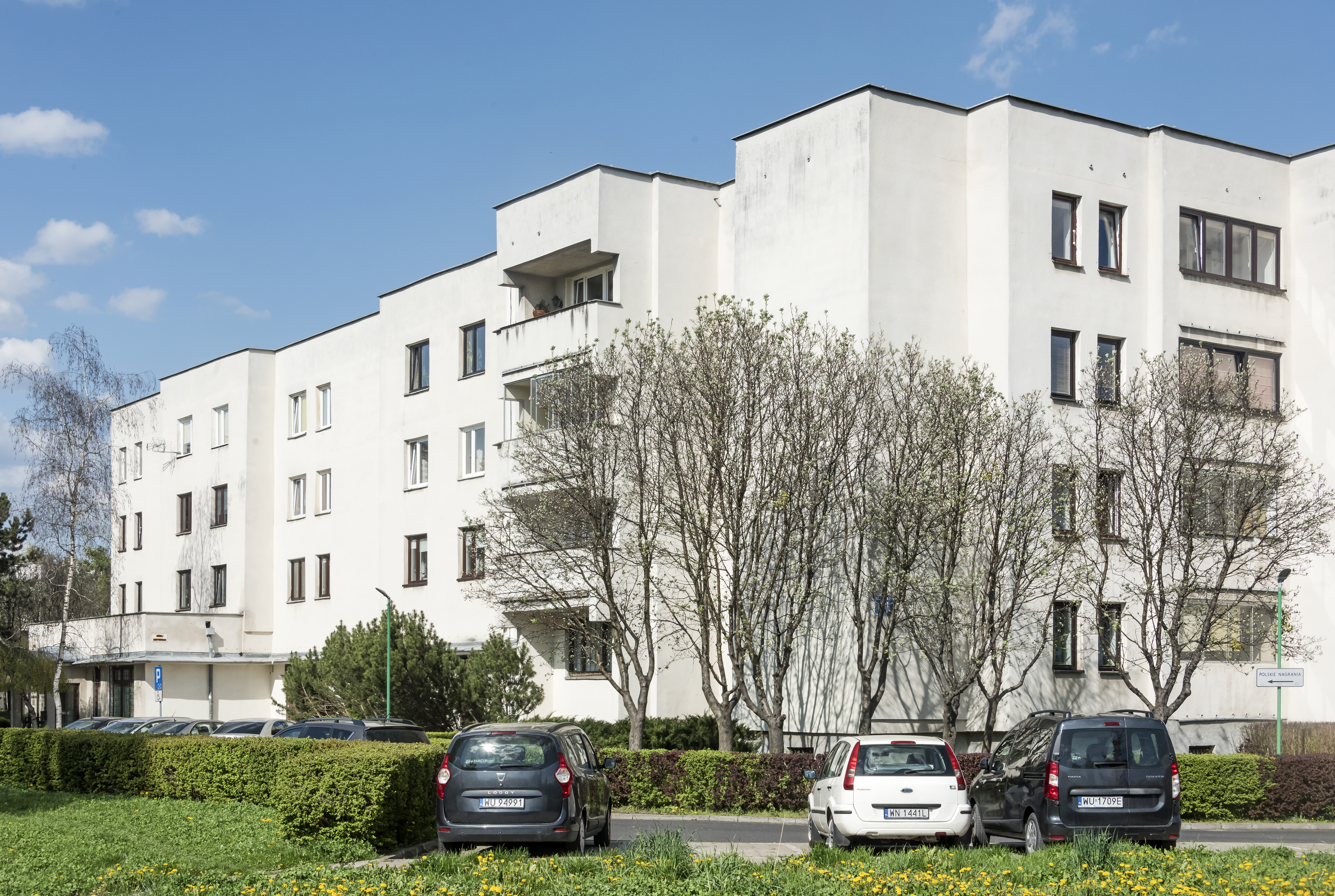
Bureaux du label en 2022.

Il est fondé en 1956 par regroupement de plusieurs entreprises nationalisées éditant des enregistrements musicaux issus notamment de Polskie Zakłady Fonograficzne - Odeon, le plus grand établissement dans ce domaine dans la Pologne d'avant-guerre, et de l'entreprise de pressage de disques Fabryka Płyt Gramofonowych Muza.
Ryszard Sielicki, directeur artistique de 1956 à 1968, crée plusieurs collections comme Musica Antiqua Polonica ou Polish Jazz et publie de nombreux interprètes polonais et étrangers, dans tous les genres musicaux (pop, rock, jazz, folk, musique classique, enfants). Il soutient également les nombreux festivals de musique du pays. Elle conserve une place importante dans le paysage diversifié qui se développe depuis le développement de l'économie de marché et l'implantation des majors internationales d'une part, de labels indépendants d'autre part.
En 2005, elle prend le statut d'entreprise privée à capital public sous le nom de Polskie Nagrania Sp. z o.o. et a son siège à Varsovie dans le quartier d'Ursynów (ul. Okaryny 1). Déclarée en cessation de paiement en 2010, elle est mise en liquidation en 2013 pour non-paiement des droits d'auteur dus aux héritiers d'Anna German. Elle est finalement rachetée en 2016 par la filiale polonaise de Warner, déjà propriétaire du label Polton (en).

## Groupes et artistes
- ABBA (uniquement le single Honey Honey/My Mama Said (1974)
- Anna German[2]
- Bajm[3]
- Budka Suflera[4]
- Czerwone Gitary[5]
- Czerwono-Czarni (séparé)[6]
- Deuter[7]
- Dżem[8]
- Grzegorz Markowski[9]
- Homo Homini[10]
- Kombi (séparé)[11]
- Marek Grechuta[12]
- Maryla Rodowicz[13]
- Niebiesko-Czarni[14]
- Stanisław Sojka[15]
- SBB[16]
- Seweryn Krajewski[17]
- Stan Borys[18]
- Tadeusz Nalepa[19]
- Czesław Niemen (aka, Czesław Wydrzycki)[20]
- Urszula Kasprzak[21]
- Wojciech Skowroński[22]